# Ludolf Nielsen
Karl Henrik Ludolf Nielsen (Nørre Tvede prop de la ciutat de Næstved, Dinamarca, 29 de gener de 1876 – Copenhaguen, 16 d'octubre de 1939) fou un compositor, violinista, director d'orquestra i pianista danès.
Considerat junt amb Carl Nielsen com un dels més importants compositors del país, de les primeries del segle xx. Estudià als Conservatoris de Leipzig i Copenhaguen, i com a viola formà part de l'orquestra d'Andersen i del quartet Vjörvig. «Mantingué, fins ben avançat el segle xx, un llenguatge musical conservador».
És autor entre d'altres de les òperes Isbella, Uhret i Lola, i d'altres composicions, especialment per a instruments de corda.